# Rune Aasheim
Rune Aasheim, född 2 september 1947, är en norsk diplomat.
Aasheim, som till utbildningen är filologie kandidat, har tjänstgjort vid norska Utrikesdepartementet sedan 1982. Han var underdirektör där 2000–2002 och avdelningsdirektör 2002–2004. Han innehade posten som generalkonsul i Murmansk 2004–2008 och i Sankt Petersburg 2008–2013.
Den 18 augusti 2009 utnämndes han till kommendör av Norska förtjänstorden.